# Uí Cheinnselaig
Els Uí Cheinnselaig, de l'irlandès antic 'nets de Cennsalach', van ser una dinastia irlandesa oriünda de la província de Leinster que traçaven la seva descendència d'Énnae Cennsalach, un rei de Leinster contemporani de Niall dels nou ostatges. Alhora, es diu que aquest Énda era net de Bressal Bélach i cosí germà de Dúnlaing mac Énda Niada, avantpassat epònim dels Uí Dúnlainge, la dinastia rival a Leinster.
Les primeres mencions als Uí Cheinnselaig els situen en la regió al voltant de Rathvilly, Comtat de Carlow, i al naixement del Riu Slaney, però amb el temps, el seu centre de poder es va desplaçar al sud, Ferns, al comtat de Wexford.
En els temps antics, els reis de Leinster alternaven entre Uí Cheinnselaig i Uí Dúnlainge. Tanmateix, després de la mort de Áed mac Colggen el 738, la corona de Leinster seria propietat exclusiva dels Uí Dúnlaige fins al segle xi, quan Diarmait mac Maíl na mBó va aconseguir coronar-se rei de Leinster. Des d'aleshores, i fins a la conquesta normanda, serien els Uí Cheinnselaig els nous dominadors de la província.
Entre els principals reis d'Uí Cheinnselaig destaquen: 
- Brandub mac Echach (mort el 603)[1]
- Áed mac Colggen (mort el 738)
- Diarmait mac Maíl na mBó (mort el 1072)
- Diarmait mac Murchada (mort el 1171)